# Село Курорта
Село Курорта (баш. Курорт) — село в Гафурийском районе Республики Башкортостан Российской Федерации. Входит в состав Красноусольского сельсовета.

## География
Находится на реке Усолка, при санатории «Красноусольск»
Расстояние до:
- районного центра (Красноусольский): 6 км,
- ближайшей ж/д станции (Белое Озеро): 40 км.

## Население
| 2002 | 2009 | 2010 |
| ---- | ---- | ---- |
| 907  | ↘822 | ↘598 |

Согласно переписи 2002 года, преобладающие национальности — башкиры (34 %), русские (28 %).

## Инфраструктура
Основа экономики — обслуживание санатория «Красноусольск».
В селе действует средняя школа, имеется автостанция.

## Транспорт
Автобусное сообщение со Стерлитамаком, Уфой.

## Религия

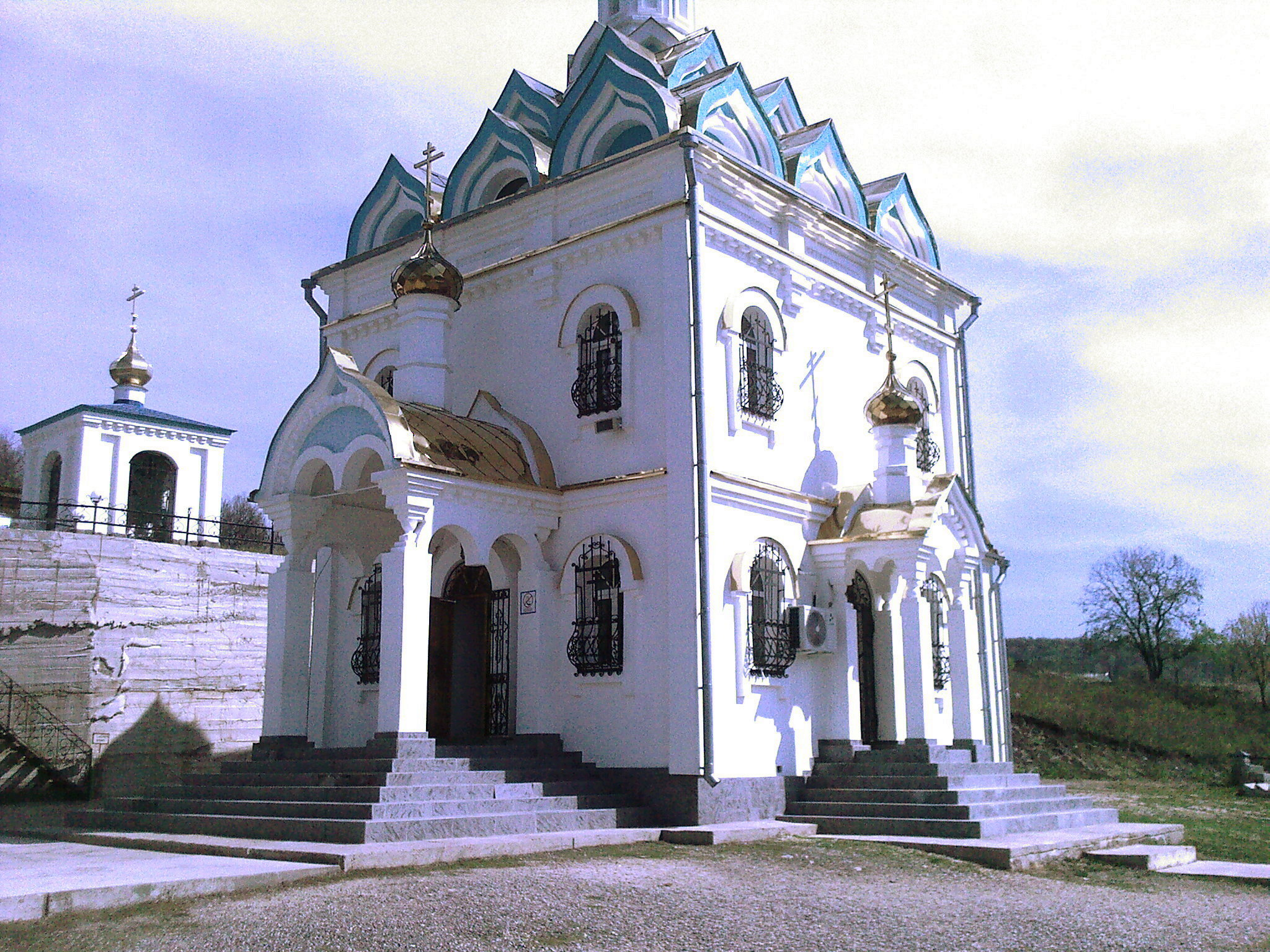
Церковь Табынской иконы Божией Матери

В селе есть мечеть и православная церковь Табынской иконы Божией Матери.